# 香隅镇
香隅镇，是中华人民共和国安徽省池州市东至县下辖的一个乡镇级行政单位。

## 行政区划
香隅镇下辖以下地区：
香口社区、香隅村、合阜村、同心村、花山村、联峰村、漕东村、白岭村、铜顶村、临江村、老虎岗村、香泉村、黄山村、莲湖村、香山村、金鸡村、合延村和中畈村。